# Szatiah
Szatiah vagy Szitiah („A Hold leánya”) az ókori egyiptomi XVIII. dinasztia királynéja, III. Thotmesz fáraó főfelesége.
Anyja Ipu királyi dajka volt, apja lehetséges, hogy a fényes katonai karriert befutott Jahmesz Pennehbet. Lehetséges, hogy az ő fia volt Amenemhat herceg, Thotmesz elsőszülött fia, aki azonban még apja halála előtt meghalt.
Szatiah még férje uralkodása alatt meghalt, a következő nagy királyi hitves Meritré-Hatsepszut lett.
Címei: Nagy királyi hitves (ḥmt-nỉswt wr.t), A király felesége (ḥmt-nỉswt), Az isten felesége (ḥmt-nṯr).